# Aegopodium kashmiricum
Aegopodium kashmiricum là một loài thực vật có hoa trong họ Hoa tán. Loài này được (R.R.Stewart ex Dunn) Pimenov mô tả khoa học đầu tiên năm 1992.